# (37408) 2001 XY114
2001 XY114 (asteroide 37408) é um asteroide da cintura principal. Possui uma excentricidade de 0.16652360 e uma inclinação de 12.17690º.
Este asteroide foi descoberto no dia 13 de dezembro de 2001 por LINEAR em Socorro.